# Pevek
Pevek (rusky Певе́к, čuksky Пээкин) je město v ruském Dálněvýchodním federálním okruhu, nejsevernější město na území celé Ruské federace. Leží v Čukotském autonomním okruhu na severním okraji Čukotky na břehu Východosibiřského moře; 640 kilometrů severozápadně od Anadyru. Žije zde 4 230 obyvatel (2023).

## Etymologie
Jméno vzniklo zkomolením čukčského slova pagyt-kenaj, což znamená zapáchající hora. Podle legendy se na úpatí hory poblíž moderního msta odehrála bitva mezi Čukči a Jukagiry, pach rozkládajících se mrtvol na úpatí kopce zůstal dlouho, protože domorodci mrtvé nezakopali. Čukčové se proto na tomto území dlouho neusazovali, pouze sem v létě dočasně přivedli svá stáda sobů.

## Historie a současnost
Oblast okolo dnešního Peveku byla Rusům známa již od poloviny 18. století, jak je zdokumentováno v záznamech Velké severní expedice.
U založení Peveku stál sovětský politik Naum Filipovič Pugačjov, který dorazil na břeh Čaunského zálivu dne 10. srpna 1933. Přímo na břehu moře uspořádal stranické setkání, kde oznámil vytvoření Čaunského okresu a založení osady Pevek, prvního oficiálního sídla nového okresu. 
Pevek se rozvinul jako přístavní město v rámci využívání Severní mořské cesty. Je administrativním centrem místního samosprávného celku – stejnojmenného městského okruhu Pevek, ustanoveného na území původního Čaunského okresu (rusky Чаунский район, čuksky Чаан район).
V letech 1936–1937 byly v okolí Peveku provedeny geologické expedice, které objevily ložiska cínu. V roce 1941 došlo k první těžbě cínu, který se zde těžil až do 90. let 20. století.
V letech 1938 až 1957 zde existovaly dva Gulagy – Čaunlag a Čaunchukotlag.
V roce 1950 žilo v osadě asi 1500 lidí. Dne 21. března 1951 byla osada povýšena na sídlo městského typu a rozhodnutí bylo vydáno pod hlavičkou „tajné“, protože ještě po několik let nebyl Pevek z důvodu utajení uváděn ani na mapách. Dne 6. dubna 1967 získal Pevek městská práva, v tu dobu tam žilo již přes deset tisíc lidí.
V roce 1968 byla v Peveku instalována automatická telefonní ústředna a postavena nová střední škola. Dne 8. října 1974, se spuštěním dálkového radiokomunikačního komplexu Orbita-2, se ve městě objevilo televizní vysílání. V roce 1976 byl Pevek vyhodnocen jako jedno ze 100 nejlepších měst SSSR. V roce 1982 byla otevřena druhá střední škola, žilo zde 13 tisíc obyvatel. Po rozpadu SSSR přišel masový odliv obyvatel města, spojený s ukončením těžby cínu.
Od léta 2019 zde kotví plovoucí jaderná elektrárna Akademik Lomonosov, která byla uvedena do provozu na podzim 2019 a zásobuje Pevek a celou odlehlou oblast elektřinou.
V letech 2019–2021 probíhala modernizace přístavu. Díky modernizaci a rozšíření může přijmout přístav lodě s ponorem až 8,6 m a navýší se roční obrat zboží v přístavišti na 800 tisíc tun. V roce 2022 byla provedena rekonstrukce vzletové a přistávací dráhy na letišti, výstavba elektrického vedení Pevek-Bilibino a stavba mostu přes řeku Pučeveem o délce 2,27 km.

## Galerie

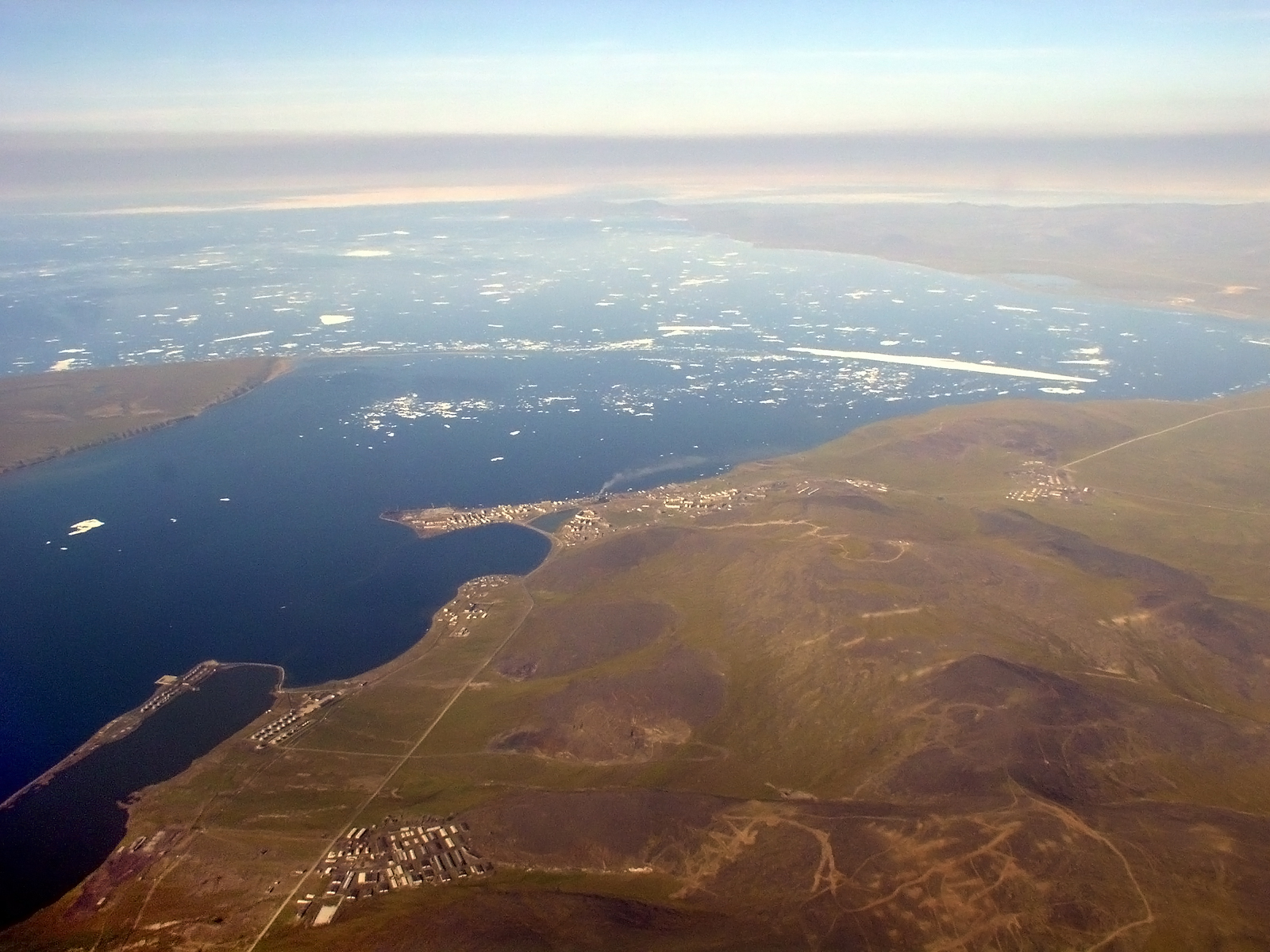
Pohled z ptačí perspektivy (2007)
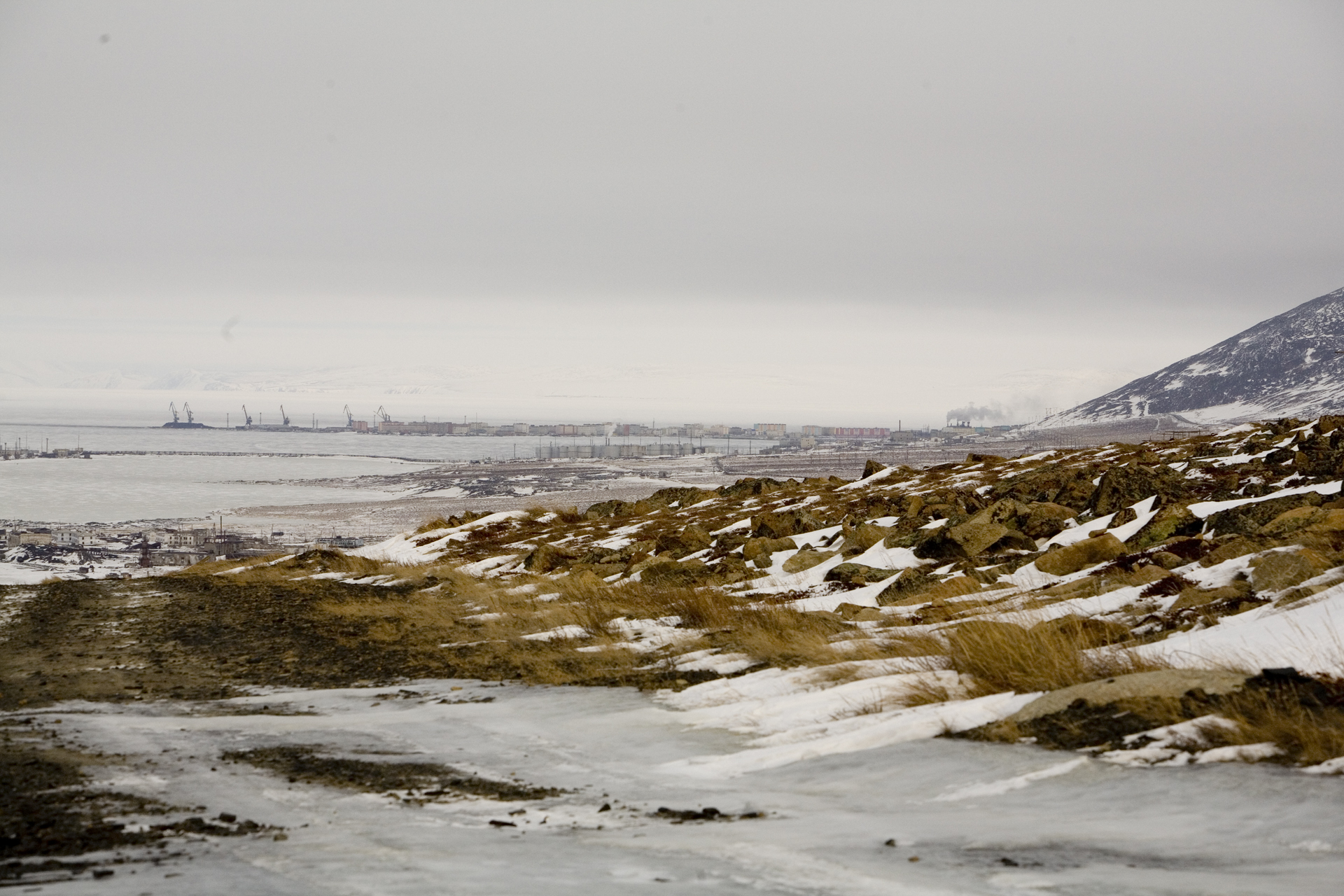
Pohled z východní strany (2008)
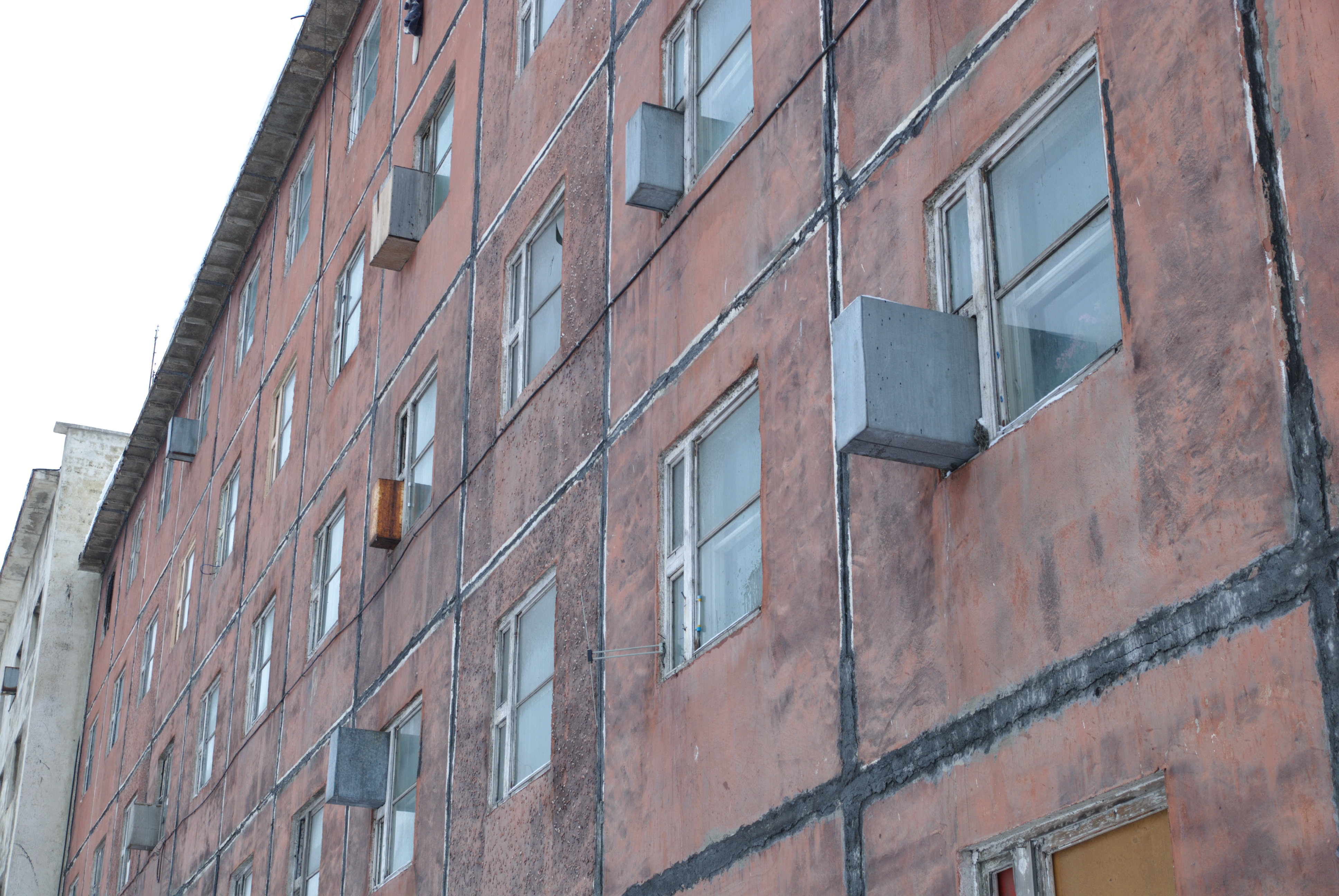
Dům v Peveku. V oknech tzv. čukotské chladničky (2010)
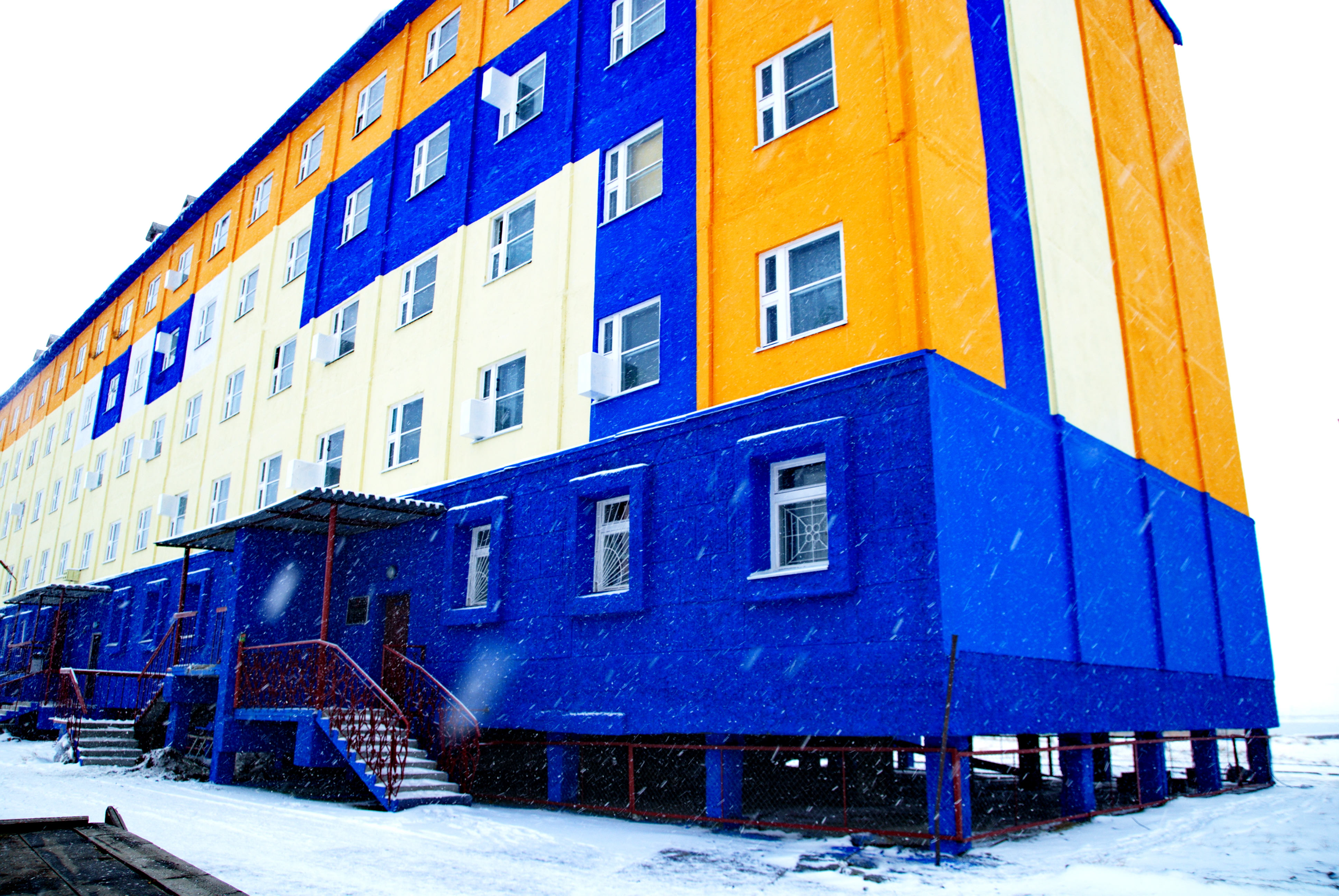
Zrekonstruovaný dům v Peveku (2010)
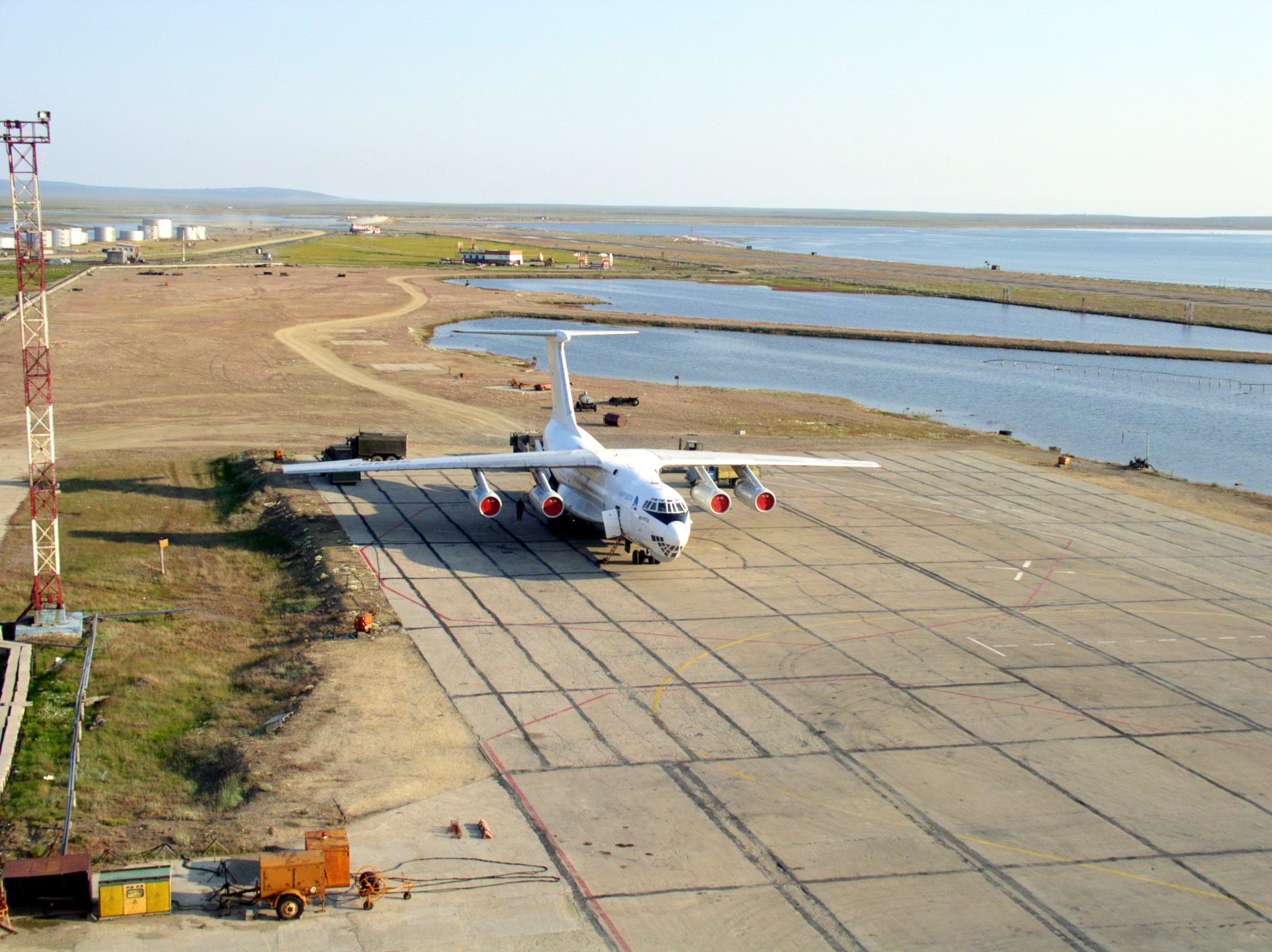
Letiště Apapelgino v Peveku (2003)
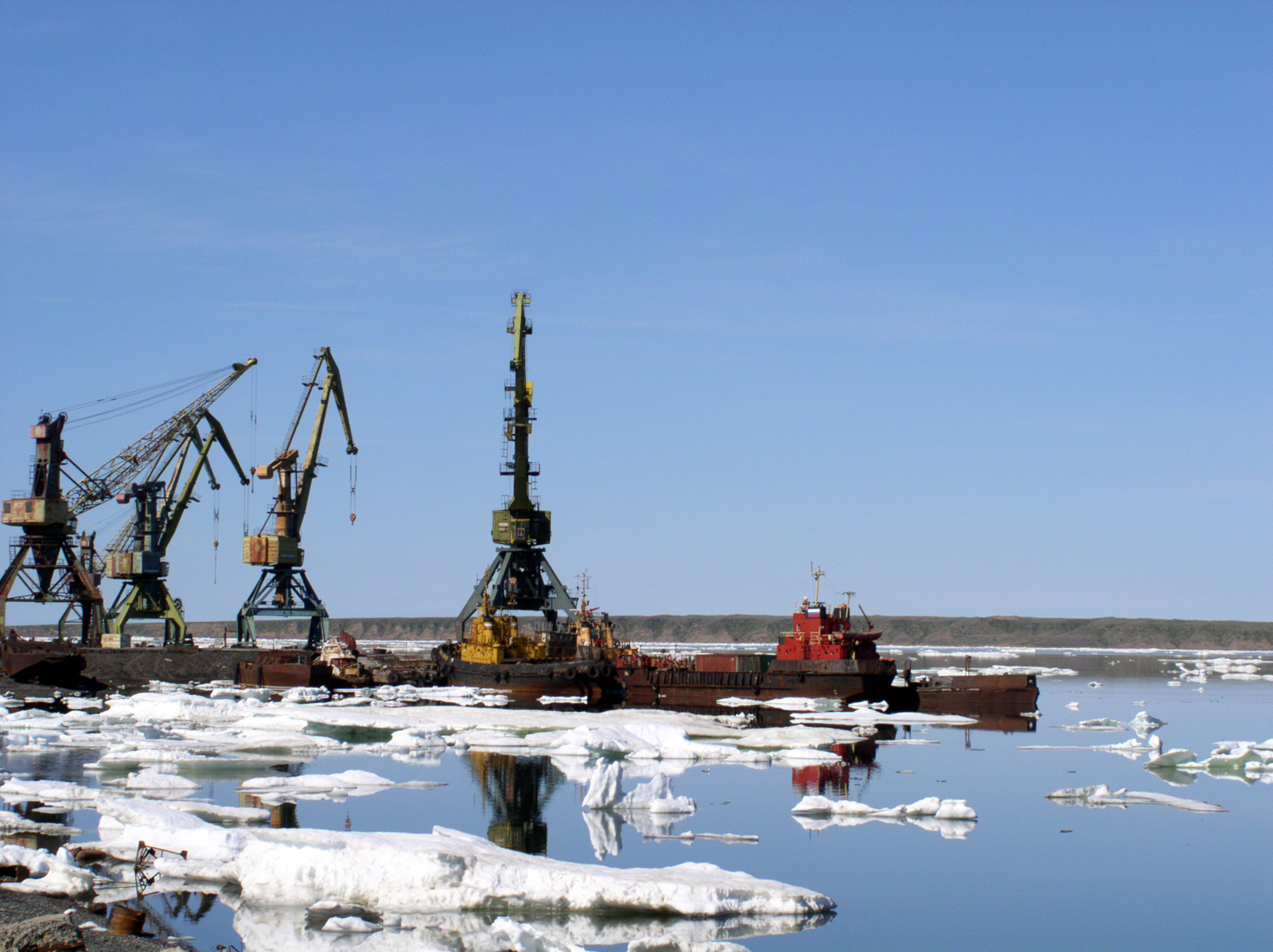
Pevecký přístav (2011)